# Pectus (musikgrupp)
Pectus, bildat 2005 i Rzeszów, är en polsk musikgrupp som idag består av fyra medlemmar. Deras självbetitlade debutalbum Pectus släpptes år 2009. Det nådde femte plats på den polska albumlistan. Med albumet kom hitsingeln "Jeden moment" vars tillhörande musikvideo hade fler än 1,8 miljoner visningar på Youtube i mars 2013. År 2010 kom gruppens andra album Stos Praw vilket nådde plats 33 på albumlistan. År 2013 släppte man sitt tredje album Siła braci som har nått femtonde plats på albumlistan.pectus tomek Szczepanik
Ania Sendel

## Medlemmar
- Tomasz Szczepanik – Gitarr, Sång
- Marek Szczepanik – Trummor
- Mateusz Szczepanik – Elbas
- Maciej Szczepanik – Elgitarr

## Diskografi

### Album
- 2009 – Pectus
- 2010 – Stos Praw
- 2013 – Siła braci